# Laura Malipiero
Tarsia Malipiero, detta Laura (Venezia, 1602 o 1603 – Venezia, 19 dicembre 1660), fu una presunta strega italiana, protagonista di alcuni casi giudiziari nella Venezia del Seicento.

## Biografia

### Origini e primi anni
Nacque da Isabella Malipiero e da Teodorin da Rodi. La madre era un'infilatrice di perle, figlia naturale del patrizio Gianpaolo Malipiero del ramo di San Gregorio; il padre era un marinaio, membro della numerosa comunità ellenica residente a Venezia.
A un anno e mezzo d'età, a causa delle gravi ristrettezze economiche, i genitori la abbandonarono nel monastero dei Greci (presso la chiesa di San Giorgio) dove visse sino ai dodici o tredici anni, quando sposò il marinaio Teodorin da Andro. Del marito si persero presto le tracce allorché, durante un viaggio in mare, cadde prigioniero dei Turchi.
Nel 1623 sposò il mercante di seta Francesco Bonomin, vedovo con quattro figli. Gli diede altri due figli, Luigia e Malipiero, ma il matrimonio fu un fallimento: l'uomo picchiava e tradiva la moglie e, alla fine, la cacciò di casa.

### Il primo processo
Nel 1630 pervenne al Sant'Uffizio una denuncia del Bonomin che accusava Tarsia di stregoneria assieme alla madre Isabella. Secondo l'accusa, le due donne erano responsabili della sua malattia (forse epilessia), e gli stessi figli di primo letto confermavano, sostenendo di averle viste armeggiare con il piombo fuso, mettere nel cibo ostie e polveri, segnare la vittima con un coltello dal manico nero, "gettare la cordella" (un rito per predire il rapporto tra un uomo e una donna), utilizzare amuleti e la "carta del ben volere". Come testimoniato durante il processo, queste pratiche erano state insegnate a Laura dalla madre perché si difendesse dei soprusi del marito e per guarire il figlio Luigi, che aveva ereditato la stessa malattia del padre.
Poco tempo dopo il Bonomin avanzò anche l'accusa di poligamia in quanto, come dichiarato dal vescovo di Filadelfia di Lidia Michele Dalmeras (nella cui chiesa era stato celebrato il primo matrimonio), Teodorin da Andro era ancora vivo. Come prevedibile, la difesa della Malipiero non servì a nulla: la donna fu condannata a un anno di carcere e il matrimonio annullato.
Successivamente sposò il mercante bolognese Andrea Salaron, ma anche questa unione naufragò presto: attorno al 1640, a causa delle continue liti e violenze, fu costretta a fuggire e, dopo una serie di spostamenti, si stabilì definitivamente nella parrocchia di San Martino, dove si guadagnava da vivere affittando camere e magazzini.

### Il secondo processo
Nel 1647 fu protagonista di un secondo processo (che evitò per due anni presentando certificati medici e corrompendo i giudici). Ora veniva accusata con altre sette presunte streghe (tra cui la madre), due frati e un prete di "arrotondare" compiendo sortilegi dietro compenso, talvolta utilizzando anche simboli sacri come crisma, acqua santa e ulivo benedetto.
Questa attività doveva avergli garantito un certo tenore di vita, dato che fu l'unica delle imputate a potersi permettere un avvocato con il quale redasse un libello di difesa: nello scritto respingeva tutte le accuse, attribuendole alla malevolenza dei nemici; ammise di compiere rimedi curativi, ma con materiale naturale e legale reperito nelle spezierie; e portò a testimoniare alcuni sacerdoti, i quali sostennero la sua regolare condotta religiosa. Nonostante ciò, il 7 settembre 1649 fu condannata a dieci anni di carcere in quanto recidiva.

### Il terzo processo e la morte
Già il 17 marzo successivo il Sant'Uffizio le concedeva la libertà con fideiussione, in considerazione della pena già scontata e dell'infermità di cui soffriva. Ma il 14 gennaio 1654 fu nuovamente denunciata dal sacerdote Antonio Cardini: mentre confessava la moglie di un servo di Angelo Emo, era venuto a sapere che quest'ultimo, in apprensione per la moglie gravemente malata che non reagiva alle cure mediche convenzionali, aveva contattato la Malipiero; la guaritrice, servendosi dell'intermediazione di una vergine, le diagnosticò una fattura lanciata dai suoi figli di primo letto perché non rimanesse incinta dell'Emo e non compromettesse l'integrità della dote. La padrona alla fine non era guarita e venne alla luce un raggiro: la vergine di cui si era servita era incinta ed era stata appositamente istruita dalla Malipiero.
Il 30 gennaio fu arrestata ancora una volta. La sua casa fu perquisita: vi furono trovate ampolle, oli, candele, cordelle e libri di magia. L'accusata tentò invano di difendersi, dichiarando che i volumi erano stati dimenticati in casa sua da due affittuari, uno studente di medicina e un minore osservante.
Il 3 marzo 1655 fu condannata a dieci anni di detenzione e a recitare il rosario due volte a settimana. Il 17 agosto 1656 chiese di poter proseguire la pena agli arresti domiciliari per motivi di salute; gli fu concesso solo di uscire di prigione durante i giorni festivi.
Negli anni seguenti subì nuove denunce e il 16 dicembre 1660, nel tentativo di fuggire a un nuovo arresto, cadde battendo la testa. Portata in prigione, vi morì tre giorni dopo, confessata e comunicata ma con addosso oggetti magici. Venne sepolta nella chiesa di San Giovanni Nuovo.